# W. Kordes’ Söhne
W. Kordes’ Söhne ist ein auf Rosenzucht spezialisiertes Familienunternehmen in Klein Offenseth-Sparrieshoop im Kreis Pinneberg in Schleswig-Holstein. Es ist einer der bedeutendsten Rosenzuchtbetriebe weltweit und hat eine große Zahl von bekannten Rosensorten hervorgebracht. Das Unternehmen hat rund 150 Angestellte und verkauft jährlich mehr als zwei Millionen Rosenpflanzen im Einzel- und Großhandel weltweit. Jährlich werden rund 50.000 neue Schnittrosen-Kreuzungen und rund 30.000 Gartenrosen-Kreuzungen ausprobiert, von denen nach einer Testperiode von acht oder zehn Jahren nur jeweils vier bis sechs Sorten die Marktreife erlangen.

## Geschichte

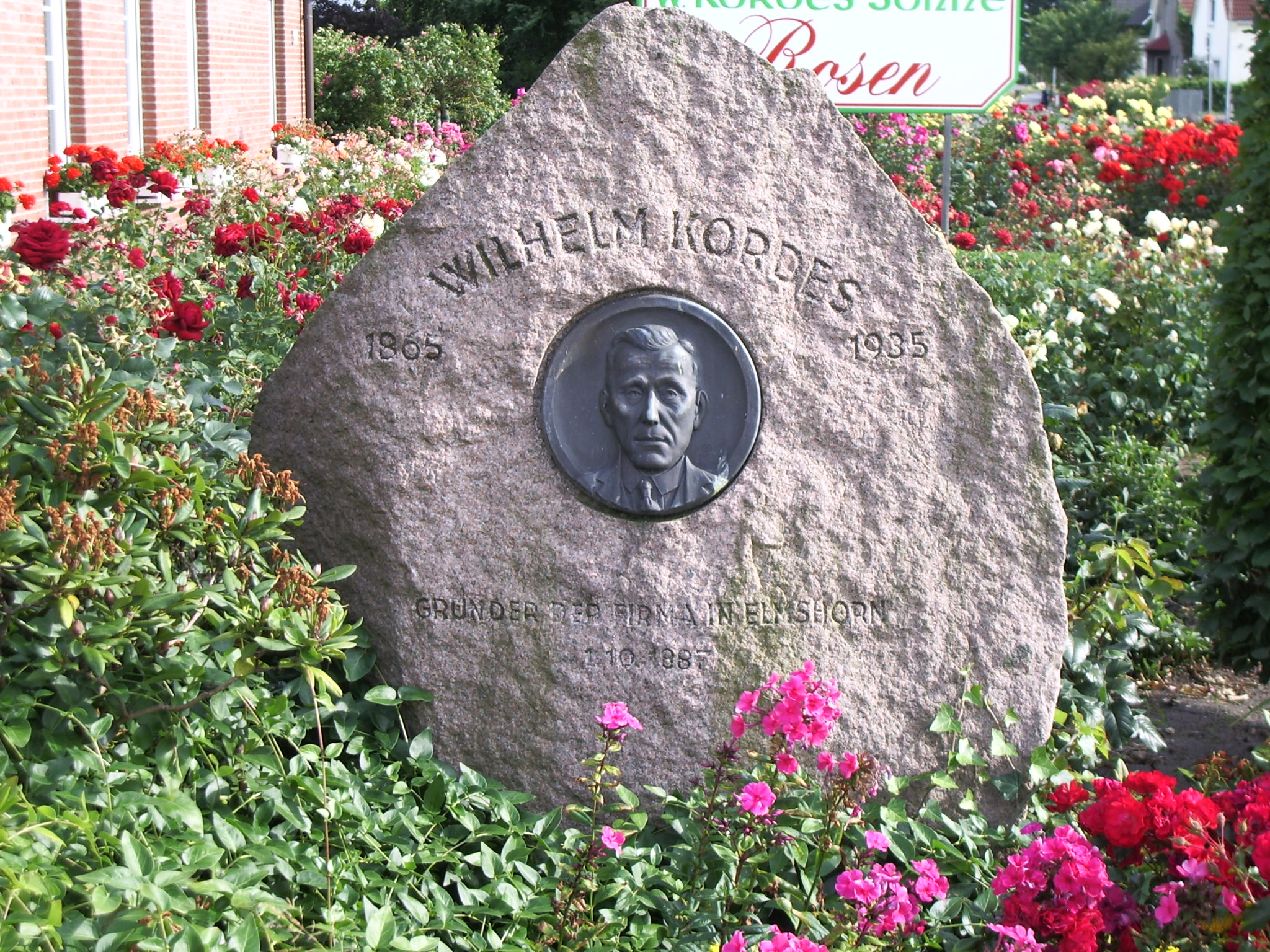
Gedenkstein für Wilhelm Kordes, den Gründer der Firma

Wilhelm Kordes I. (* 10. Dezember 1865 in Elmshorn; † 20. August 1935) gründete am 1. Oktober 1887 in Elmshorn seine Kunst- und Handelsgärtnerei und spezialisierte sich bald auf die Zucht von Rosen für Parklandschaften. Bald darauf kaufte er in Klein Offenseth-Sparrieshoop Land und verlegte seinen Betrieb.
Die von Wilhelm Kordes I. gezüchteten Rosensorten sind groß, stark belaubt und robust. Durch eine Kreuzung aus der ursprünglich im ostasiatischen Raum beheimateten R. wichurana und der in Japan beheimateten R. rugosa konnte er die R. kordesii züchten, die aufgrund ihrer Robustheit auch dem rauen Klima im Norden standhielt. Aus ihr wurden später Rosensorten wie Dortmund und Heidelberg entwickelt.
Wilhelm Kordes II. (* 30. März 1891 in Elmshorn; † 11. November 1976) und sein Bruder Hermann (1893–1963) benannten das Rosenzuchtunternehmen in Wilhelm Kordes’ Söhne um und machten es weltbekannt. Wilhelm Kordes II., der Sorten wie Dortmund und Crimson Glory schuf, gilt als bedeutendster Rosenzüchter des 20. Jahrhunderts. Er war nach dem Ersten Weltkrieg auf der Isle of Man interniert und beschäftigte sich dort mit der Vererbungslehre Mendels. Die dabei erworbenen Kenntnisse versuchte er in der Rosenzucht umzusetzen und dabei weiter auszubauen. Allgemein strebte er danach, möglichst winterfeste Sorten zu züchten.
Ab 1920 konzentrierte er sich ganz auf die Rosenzucht und überließ die Unternehmensführung seinem Bruder Hermann. Mitte der 1930er Jahre war das Unternehmen bereits auf eine erhebliche Größe angewachsen. Sein wohl größter wirtschaftlicher Erfolg war die Rose Crimson Glory, die 1935 durch die Kreuzung mehrerer Sorten entstand.
Wilhelm Kordes II. war auch sehr engagiert bei der Einführung der ADR-Prüfung (Allgemeine Deutsche Rosenneuheitenprüfung), die 1950 durch die Rosenzüchter im Bund deutscher Baumschulen gegründet wurde.
Ab 1955 führte sein Sohn Reimer Kordes (* 19. Februar 1922; † 3. Februar 1997) das Unternehmen, seit 1977 dessen Sohn Wilhelm Kordes III. (* 30. November 1953; † 22. Januar 2016) gemeinsam mit Bernd Helms-Kordes (* 27. Juli 1948; † 27. August 2013) und Tim H. Kordes (* 1965).
Seit 2016 besteht die aktuelle Geschäftsleitung aus Tim H. Kordes, Wilhelm-Alexander Kordes (* 1. August 1984) und John Vincent Kordes (* 26. Juli 1975).
Züchtungsleiter für die Entwicklung neuer Gartenrosen ist seit 1996 Thomas Proll.

## Sorten
Die Sorte „Schneewittchen“ wurde 1983 zur Weltrose gekürt. „Aprikola“ hat im Jahr 2005 den Titel der „Goldenen Rose von Den Haag“ gewonnen.
In der folgenden Tabelle ist eine Auswahl der bekanntesten vom Unternehmen gezüchteten Rosensorten aufgezählt.
| Sorte                       | Wuchsform                 | Farbe                                 | Jahr | ADR-Anerkennung | Foto |
| --------------------------- | ------------------------- | ------------------------------------- | ---- | --------------- | ---- |
| Alchymist                   | Strauch                   | aprikosenfarben                       | 1956 |                 |      |
| Angela                      | Strauch                   | karminrosa                            | 1984 |                 |      |
| Aprikola                    | Beetrose                  | gelborange bis aprikosenfarbig        | 2001 | 2001            |      |
| Atombombe                   | Strauchrose               | orange bis scharlachrot               | 1953 | 1952            |      |
| Ave Maria                   | Edelrose                  | kräftig lachsorange                   | 1981 |                 |      |
| Bad Birnbach                | Beetrose, Kleinstrauch    | karminrosa                            | 2000 | 2000            |      |
| Bad Neuenahr                |                           | mittelrot                             | 1958 |                 |      |
| Bad Wörishofen (Pink Emely) | Beetrose, Kleinstrauch    | karminrosa                            | 2005 | 2003            |      |
| Bajazzo                     | Kletterrose               | dunkles Rosa                          | 2001 | 2010            |      |
| Bella Rosa                  | Beetrose                  | kräftiges Rosa                        | 1982 |                 |      |
| Berlin                      | Strauch                   | rot                                   | 1949 |                 |      |
| Berolina                    | Edelrose                  | zitronengelb                          | 1986 |                 |      |
| Black Boy                   | Strauch                   | dunkelrot                             | 1958 |                 |      |
| Blühwunder                  | Beetrose                  | hellrosa bis lachsrosa                | 1995 | 1994            |      |
| Bonanza                     | Strauch                   | goldgelb, Rand kupfrig                | 1983 | 1984            |      |
| Burghausen                  | Strauch                   | leuchtend blutrot                     | 1991 | 1989            |      |
| Charmant                    | Zwergrose                 | kräftig rosa                          | 1999 | 2004            |      |
| Crimson Glory               | Edelrose                  | dunkelrot                             | 1935 |                 |      |
| Diamant                     | Beetrose, Kleinstrauch    | weiß                                  | 2001 | 2002            |      |
| Domstadt Fulda              | Floribunda                | zinnoberrot                           | 1994 |                 |      |
| Dortmund                    | Kletterrose               | karmingetönt blutrot, Auge weiß       | 1955 | 1954            |      |
| Duftzauber 84               | Edelrose                  | dunkelrot                             | 1984 |                 |      |
| Dusterlohe                  | Kletterrose               | weiß/rosa                             | 1931 |                 |      |
| Eliza                       | Edelrose                  | rosa bis silbrigrosa                  | 2004 | 2005            |      |
| Elmshorn                    | Strauch                   | kirschrot                             | 1951 |                 |      |
| Elveshörn                   | Strauch                   | hellrot                               | 1985 |                 |      |
| Escimo                      | Kleinstrauch              | leuchtend weiß                        | 2006 | 2006            |      |
| Eva                         | Strauch                   | kirschfarben                          | 1933 |                 |      |
| Erfurt                      | Strauch, Moschus-Hybride  | rosa, weiß-gelblicher Grund           | 1939 |                 |      |
| Eutin                       | Strauch                   | kirschfarben                          | 1940 |                 |      |
| Felicitas                   | Strauch                   | dunkelrosa                            | 1998 | 1996            |      |
| Flammentanz                 | Kleinstrauchrose          | blutrot                               | 1955 | 1952            |      |
| Florentina                  | Edelrose                  | blutrot                               | 1973 | 1974            |      |
| Fortuna                     | Beetrose, Kleinstrauch    | dunkelrosa                            | 2002 | 2002            |      |
| Freisinger Morgenröte       | Strauch                   | orangegelb                            | 1988 |                 |      |
| Fritz Nobis                 | Strauch                   | leuchtend rosa                        | 1940 |                 |      |
| Frühlingsanfang             | Strauch                   | leuchtend gelb                        | 1950 |                 |      |
| Frühlingsgold               | Strauch                   | gedecktes gelb                        | 1937 |                 |      |
| Frühlingsmorgen             | Strauch                   | rosa-gelb                             | 1931 |                 |      |
| Gärtnerfreude               | Kleinstrauch, Beetrose    | leuchtend rot                         | 2001 | 2001            |      |
| Gartenfreund                | Strauchrose               | dunkelrosa                            | 2001 | 2013            |      |
| Gebrüder Grimm              | Beetrose                  | innen orangerot, außen pfirsichfarben | 2002 | 2002            |      |
| Gelber Engel                | Beetrose                  | leuchtend gelb                        | 2002 | 2004            |      |
| Goldbusch                   | Strauch                   | kupferfarben                          | 1954 |                 |      |
| Golden Gate                 | Kletterrose               | leuchtend gelb                        | 2005 | 2006            |      |
| Goldrausch                  | Beetrose                  | gelb                                  | 1961 |                 |      |
| Grande Amore                | Edelrose                  | leuchtend dunkelrot                   | 2004 | 2005            |      |
| Hamburg                     | Strauch                   | dunkelrot                             | 1935 |                 |      |
| Heidelberg                  | Edelrose                  | karminrot                             | 1959 |                 |      |
| Heinzelmännchen             | Beetrose                  | leuchtend blutrot                     | 1983 |                 |      |
| Ilse Krohn superior         | Strauch                   | leuchtendes cremeweiß                 | 1964 |                 |      |
| Innocencia                  | Kleinstrauch, Beetrose    | leuchtend weiß                        | 2003 | 2004            |      |
| Juanita                     | Kleinstrauch              | rosa, karminrosa                      | 2007 | 2006            |      |
| Karl Forster                | Strauch                   | weiß                                  | 1931 |                 |      |
| Karl Herbst                 | Edelrose                  | karminrot                             | 1950 |                 |      |
| Knirps                      | Kleinstrauch, Bodendecker | karminrosa                            | 1997 | 2004            |      |
| Kölner Karneval             | Beetrose                  | flieder- bis lavendelfarben           | 1964 |                 |      |
| Königin der Rosen           | Edelrose                  | innen lachsorange, außen gelbrosa     | 1964 | 1964            |      |
| Korelasting (Linderhof)     | Strauch                   | leuchtendrosa, gelbe Mitte            | 1999 |                 |      |
| Kosmos                      | Floribunda                | cremeweiß                             | 2006 | 2007            |      |
| Leipzig                     | Strauch                   | scharlachrot                          | 1939 |                 |      |
| Leverkusen                  | Kletterrose               | hellgelb                              | 1954 |                 |      |
| Lichtkönigin Lucia          | Strauch                   | kräftig zitronengelb                  | 1966 | 1968            |      |
| Lilli Marleen               | Beetrose                  | dunkelrot                             | 1959 |                 |      |
| Lions-Rose                  | Beetrose                  | cremeweiß                             | 2002 | 2002            |      |
| Louis Rödiger               | Kletterrose               | blassorange bis orange                | 1935 |                 |      |
| Magenta                     | Strauch                   | dunkelrosa                            | 1954 |                 |      |
| Maigold                     | Strauch                   | gelb                                  | 1952 |                 |      |
| Manita                      | Kletterrose               | rosa, gelbes Auge                     | 1998 | 1998            |      |
| Marie-Luise Marjan          | Tee-Hybride               | weiß, zartrosa                        | 1999 |                 |      |
| Marlena                     | Beetrose                  | dunkles blutrot                       | 1964 | 1964            |      |
| Maxi Vita                   | Beetrose, Kleinstrauch    | dunkelrosa, gelboranger Blütenboden   | 2001 | 2001            |      |
| Meteor                      | Beetrose                  | scharlachrot                          | 1959 | 1960            |      |
| Neon                        | Beetrose, Kleinstrauch    | karminrosa                            | 2001 | 2001            |      |
| Novalis                     | Beetrose, Märchenrose     | lavendelfarben                        | 2010 | 2013            |      |
| Nymphenburg                 | Strauch                   | hellrosa                              | 1954 |                 |      |
| Palmengarten Frankfurt      | Kleinstrauch              | karminrosa                            | 1988 | 1992            |      |
| Pepita                      | Zwergrose                 | leuchtend karminrosa                  | 2004 | 2004            |      |
| Petticoat                   | Beetrose                  | weiß, Mitte apricotfarben             | 2004 | 2004            |      |
| Pink Bassino                | Kleinstrauch              | rosa                                  | 1995 | 1993            |      |
| Pomponella                  | Beetrose, Kleinstrauch    | kräftig pink                          | 2005 | 2006            |      |
| Postillion                  | Strauch                   | gelb                                  | 1998 | 1996            |      |
| Prominent                   | Beetrose                  | orange-rot                            | 1971 | 1971            |      |
| Raubritter                  | Rambler                   | hellrosa                              | 1936 |                 |      |
| Rosanna                     | Kletterrose               | orangepink                            | 2002 |                 |      |
| Rosarium Uetersen           | Kletterrose               | rosa                                  | 1977 |                 |      |
| Rosenprofessor Sieber       | Beetrose                  | rosa                                  | 1997 | 1996            |      |
| Rosengräfin Marie Henriette | Floribundarose            | rosa                                  | 2003 | 2015            |      |
| Rosenresli                  | Kleinstrauch, Strauch     | lachsrosa                             | 1986 | 1984            |      |
| Roter Korsar                | Strauch, Kleinstrauch     | samtig dunkelrot                      | 2004 | 2005            |      |
| Rotilia                     | Beetrose, Kleinstrauch    | dunkelrosa                            | 2000 | 2002            |      |
| Rugelda                     | Strauch                   | zitronengelb                          | 1989 | 1992            |      |
| Sangerhausen                | Kleinstrauch              | dunkelrosa                            | 1938 |                 |      |
| Sangerhäuser Jubiläumsrose  | Floribundarosa            | apricot                               | 2003 |                 |      |
| Scharlachglut               |                           | scharlachrot                          | 1952 |                 |      |
| Schneewittchen              | Strauch                   | weiß                                  | 1958 | 1960 (bis 2004) |      |
| Sebastian Kneipp            | Strauch                   | cremeweiß                             | 1997 |                 |      |
| Sommerabend                 | Kleinstrauch, Bodendecker | leuchtend rot                         | 1995 | 1996            |      |
| Sommerwind                  | Bodendecker, Beetrose     | reinrosa                              | 1985 | 1987            |      |
| Sonnenröschen               | Zwergrose, Bodendecker    | weiß, gelbes Auge                     | 2005 | 2003            |      |
| Sparrieshoop                | Strauchrose               | rosa                                  | 1953 |                 |      |
| St. Pauli                   |                           | rosa-gelb                             | 1958 |                 |      |
| Sunny Rose                  | Kleinstrauch, Bodendecker | leuchtend gelb, hellgelb              | 2001 | 2004            |      |
| Sweet Honey                 | Floribundarosa            | apricotfarben                         | 2004 | 2014            |      |
| Sylvia                      | Edelrose                  | rosa                                  | 1978 | 1977            |      |
| Sympathie                   | Kletterrose               | tiefscharlachrot                      | 1964 | 1966            |      |
| Tatjana                     | Edelrose                  | dunkelrot                             | 1970 |                 |      |
| Träumerei                   | Busch                     | hummerfarben, lachsorange             | 1974 |                 |      |
| UNICEF-Rose                 | Beetrose, Kleinstrauch    | leuchtend rosa                        | 2007 | 2005            |      |
| Vogelpark Walsrode          | Strauch                   | hellrosa                              | 1988 | 1989            |      |
| Westerland                  | Strauch                   | orange bis aprikose, aprikosenfarbig  | 1969 | 1974            |      |
| Walter Schultheis           |                           |                                       |      |                 |      |
| Uetersens Rosenkönigin      | Strauch                   | orange bis mittelrot                  | 2009 |                 |      |
| Uetersens Rosenprinzessin   | Strauch                   | hellrosa                              | 2009 |                 |      |
| Ulmer Münster               | Strauch                   | blutrot                               | 1982 |                 |      |